# Nikita Gusev
Nikita Gusev (Moscou, 8 de julho de 1992)  é um jogador profissional de hóquei no gelo russo que atua na posição de forward pelo SKA Saint Petersburg, da KHL.

## Carreira
Nikita Gusev foi draftado pelo Tampa Bay Lightning na 202º posição em 2012.